# Pásztor Mihály
Pásztor Mihály, 1898-ig Berger Miksa (Margitta, 1876. november 9. – Budapest, 1944. december 19.) újságíró, közgazdasági szakíró.

## Életpályája
Berger József és Kohn Karolina gyermekeként született. Gyermekkorában Kabára költöztek. Tanulmányait a Budapesti Tudományegyetemen végezte, ahol jogi végzettséget szerzett. 1898-tól a Magyar Hírlap, 1901-től a Pesti Napló, 1910-től a Világ munkatársa. 1926-tól ismét a Magyar Hírlap munkatársa volt, s közben a Fővárosi Statisztikai Hivatal szakelőadójaként is dolgozott. 1944 decemberében a Szent István Kórházból a nyilasok elhurcolták.
Felesége Dallos Erzsébet (1883–1966) tanítónő volt, Dallos István és Silbermann Gizella lánya, akivel 1908. január 12-én Budapesten, az Erzsébetvárosban kötött házasságot.

## Munkássága
Az újságírás mellett, Budapest társadalmi, gazdasági és közlekedési viszonyainak pontos és alapos kutatásával foglalkozott. Az eladósodott Budapest című könyvéért 1907-ben Ferenc József-díjat kapott a fővárostól.

### Könyvei
- Cifra nyomorúság. Budapest, 1908.
- Szerelem, házasság. (Szini Gyulával és Szomaházy Istvánnal) Budapest, 1914.
- Az utcai közlekedés Budapesten, Statisztikai közlemények sorozat, Budapest Székesfőváros Statisztikai Hivatala, 1927.
- A közvilágítás alakulása Budapesten, Statisztikai közlemények sorozat, Budapest Székesfőváros Statisztikai Hivatala, 1930.
- Buda és Pest a törökuralom után, Statisztikai közlemények sorozat, Budapest Székesfőváros Statisztikai Hivatala, Budapest, 1935.
- A százötven éves Lipótváros. Budapest, 1941.

### Írásai
- Az eladósodott Budapest, 1907 in: Sipos András, Donáth Péter: „Kelet Párizsától” a „bűnös városig”, Online hozzáférés
- Budapest zsebe, Athenaeum Irodalmi és Nyomdai Részvénytársulat, 1926, in: Sipos András, Donáth Péter: „Kelet Párizsától” a „bűnös városig”, Online hozzáférés

### Cikkei
- Budapest gondjai, Városi Szemle, XIII. évf. (1927.) 466–471. p. in: Sipos András, Donáth Péter: „Kelet Párizsától” a „bűnös városig”, Online hozzáférés